# Boity Thulo
Boitumelo Thulo (sinh ngày 28 tháng 4 năm 1990), được biết đến với tên gọi chuyên nghiệp là Boity, là một nhân vật truyền hình, rapper, nữ diễn viên, nữ doanh nhân và người mẫu Nam Phi. Sinh ra và lớn lên tại Potchefstroom, North West, cô nổi tiếng với loạt chương trình giáo dục SABC 1 "The Media Career Guide Show" mà cô đóng vai chính là người cùng dẫn chương trình. Cô là người sáng lập ra sản phẩm hỗ trợ giảm cân ưu tú Boity Toning Support.
Năm 2016, cô hợp tác với Sissy-Boy cho một bộ sưu tập jean được dự đoán là về "gợi cảm và tôn vinh những đường cong". Thulo tiếp tục liên doanh với Sissy-Boy khi họ phát hành bộ sưu tập mới vào tháng 7 năm 2018.
Năm 2018, cô hợp tác với Impulse SA trong việc tạo ra các loại nước hoa phiên bản giới hạn. Cô cũng đã lên trang bìa của Cosmopolitan SA cho số tháng 9.

## Tuổi thơ
Thulo sinh ra ở Potchefstroom, North West, nơi cô được bà ngoại nuôi dưỡng. Cô là con gái duy nhất của Modiehi Thulo, mẹ cô, và cha cô (vô danh), người mà cô có mối quan hệ xa cách và bị tách ra khỏi, khi cô còn là một thiếu niên.
Thulo học ngành Tâm lý học và Tội phạm học tại Đại học Monash, nhưng sau đó đã bỏ học vì cha mẹ cô không đủ tiền để trả học phí cao. Sau đó, cô đã ký hợp đồng với một công ty quản lý với kết quả là cô xuất hiện trên quảng cáo Wimpy năm 2010.

## Sự nghiệp

### Phim ảnh và truyền hình
Sự nghiệp truyền hình của Thulo bắt đầu khi cô dẫn chương trình giáo dục YOTV "Crib Notes" vào năm 2011. Sau đó, cô là người đồng tổ chức chương trình SABC 1 The Media Career Guide Show, nơi cô dẫn chương trình cùng với Stevie French. Cô cũng dẫn một số chương trình truyền hình, bao gồm SkyRoom Live, Ridiculousness Africa, Câu lạc bộ 808, Zoned, Change Down và Big Brother châu Phi (người dẫn chương trình trực tuyến).
Năm 2012, Thulo tham gia bộ phim truyền hình Rockville, và đây là vai chính đầu tiên của cô. Cô đã xuất hiện trong cả bốn mùa và đóng vai "Mpho Bogatsu".
Lần ra mắt phim ảnh đầu tiên của Thulo là vào năm 2014 khi cô đóng vai chính trong một bộ phim ngắn hài kịch Dear Betty với vai "Betty". Cô cũng từng góp mặt trong bộ phim Mr Right Guy (2016) với vai diễn "Marie".

### Âm nhạc
Thulo đã có buổi ra mắt hát rap của mình trong Chuyến lưu diễn văn hóa Migos ở Nam Phi vào ngày 21 tháng 10 năm 2017 tại Durban. Khi Migos bị trì hoãn vài giờ, Thulo đã tham gia Nasty C (một trong những hoạt động mở đầu) để giải trí cho đám đông trong khi chờ bộ ba ca sĩ đang trên đường đến.
Vào ngày 30 tháng 8 năm 2018, Thulo đã phát hành đĩa đơn đầu tay "Wuz Dat", kết hợp với Nasty C. Bài hát giành được tại Giải thưởng Hip-Hop Nam Phi 2018 cho hạng mục "Hợp tác hay nhất".
Vào ngày 8 tháng 2 năm 2019, cô đã phát hành đĩa đơn thứ hai mang tên "Bakae".